# 試驗機

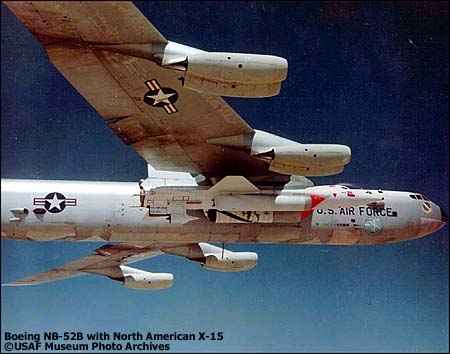
擔任6倍音速飛行試驗的美國X-15試驗機

試驗機泛指擔任試驗性質工作或者是任務的航空器，這些航空器包括專門設計用來驗證理論或者是裝備，或者是改裝之後進行需要在飛行中進行，但是與飛機本身無關的試驗。

## 飛行試驗機
無論是軍用機或者是民用飛機，許多設計上依循的理論和概念都需要透過實際飛行來驗證，無法單純的利用風洞或者是電腦計算的結果來決定。因此針對需要的試驗項目特別設計的飛機在航空發展史上擔任很重要的角色。譬如美國為突破音障而設計的X-1以及一系列以「X」開頭的試驗機，在不同時期分別擔任試驗飛行的項目，譬如驗證可變後掠翼、垂直起降或者是超過5馬赫的飛行狀態。

## 裝備試驗機
許多全新設計的裝備或者是系統在正式進入生產前必須經過適當的測試，譬如新的雷達或者是武器系統需要通過各種測試才會被買方採用，而測試的項目也包括飛行狀態下的操作與反應。
擔任這一類試驗任務的飛機大致上有兩種：一種是安裝在即將採用的飛機上進行試驗，譬如說某種飛機將會採用新的雷達系統，廠商可以改裝一架同型飛機進行所有的測試項目。
另外一種是以專門改裝的飛機作為測試的載具，通常這種飛機多半改裝自較為大型的運輸機或者是客機，以提供充足的空間，電力和散熱等方面的需要。

## 飛行實驗室
這種試驗機擔任的試驗任務與飛機或者是飛機使用的裝備與系統無關，而是類似一個在空中飛行的實驗室，進行特殊的實驗項目。這一類的試驗機也多採用大型飛機來改裝，以獲得充足的空間供器材與人員使用。

## 外部連結
- About Experimental / Amateur-Built Aircraft （页面存档备份，存于）
- Experimental Aircraft - AOPA （页面存档备份，存于）
- YouTube上的Nothing Can Kill the F-16 Fighting Falcon